# GeoGebra
GeoGebra este un o aplicație software de geometrie interactivă pentru școlari. Cele mai multe părți ale  GeoGebra sunt gratuite. GeoGebra este scrisă în limbajul de programare Java.